# Mediterranean Fever (película de 2022)
Mediterranean Fever es una película de comedia negra, una coproducción entre Palestina, Alemania, Francia, Chipre y Catar, dirigida por la palestina Maha Haj en 2022.

## Sinopsis
Waleed es un escritor casado, con dos hijos y sin problemas económicos, que vive deprimido sin querer medicarse. Frente a su apartamento en Haifa se muda Jalal, estafador de poca monta y actitud mucho más vital, los dos son muy opuestos pero traban una improbable amistad.

## Reparto
- Amer Hlehel como Waleed
- Ashraf Farah como Jalal
- Anat Hadid como Ola
- Samir Elias
- Cynthia Saleem
- Shaden Kanboura

## Estreno
La película se estrenó en la sección Un Certain Regard del 75.º Festival de Cine de Cannes el 25 de mayo de 2022, donde ganó el premio al mejor guion.

## Recepción
Kaleem Aftab de Cineuropa comentó que era una "mirada refrescante a la agitación política de la región con una hermosa amistad en el centro". Leslie Felperin de The Hollywood Reporter escribió que Haj "construye la historia con pequeños bloques de humor, tan suaves y gentiles que apenas se nota cuando la torre se tambalea con temor a medida que aumenta la amenaza de la violencia". Tim Grierson de Screen Daily escribió que la historia tiene nivel gracias a las actuaciones de Hlehel y Farah, "retratando hábilmente a hombres que se enfrentan a luchas secretas que no siempre pueden articular".